# لارس غونار يونسن
لارس غونار يونسن (بالنرويجية البوكمول: Lars-Gunnar Johnsen)‏ (2 يوليو 1991 في النرويج - ) هو لاعب كرة قدم نرويجي في مركز الوسط. شارك مع Norway national under-15 association football team ‏ ومنتخب النرويج تحت 16 سنة لكرة القدم ومنتخب النرويج تحت 17 سنة لكرة القدم ومنتخب النرويج تحت 18 سنة لكرة القدم. أما مع النوادي، فقد لعب مع ترومسو إيدريتسلاغ وTromsdalen UIL ‏.

## وصلات خارجية
- لارس غونار يونسن على موقع قاعدة بيانات كرة القدم.إي يو (الإنجليزية)
- لارس غونار يونسن على موقع Soccerway.com (الإنجليزية)
- لارس غونار يونسن على موقع AS.com (الإسبانية)